# Somogy Lipót
Perlaki Somogy Lipót Márton, Somogy Leopold, Somogyi (Szentmárton, Sopron megye, 1748. november 19. – Szombathely, 1822. február 20.) szombathelyi püspök, valóságos belső titkos tanácsos, egyházi író.

## Élete
Somogy Leopold és Bácsmegyei Klára fia. Tanult Sopronban a jezsuiták gimnáziumában; a bölcselet I. évét Bécsben, a Pázmáneumban, a II. évét Győrben hallgatta. 1766-ban a győri püspöki szemináriumba vették fel. 1771 decemberében miséspap lett és Magyaróvárra küldték segédlelkésznek. A Jézus-társaság feloszlatása (1773) után Győrben az etika tanárának nevezték ki; három év múlva szentszéki jegyző, 1781-ben káptalani káplán és hitszónok lett. 1787-ben plébános Kismartonban, 1790-ben Győrben és ugyantt egyszersmind kanonok és a szeminárium rektora, 1794-ben győr-belvárosi plénbános, 1801-ben locsmándi főesperes lett. 1802-ben Hétszemélyes Tábla ülnöke, később a budai királyi tábla ülnöke, 1805-ben pápóci prépost volt, 1806. június 17-én kinevezett, augusztus 26-án megerősített szombathelyi megyés püspök lett. November 10-én foglalja el székét, ezután a székesegyház belső díszítő munkáinak befejezésén dolgozott, majd a nyugdíjas papok otthonát is felépíttette. 1821-ben egyházmegyei zsinatot hívott össze, amellyel az 1822-es nemzeti zsinatra való készült fel.

## Munkái
- Egész esztendőnek vasárnapra szóló prédikátziók ... többnyire franczia kútfők után kidolgozva. Győr, 1786. Két kötet.
- Rede über den wundervollen Blutschweiss des gnadenreichen Marien-Bildes, welches in der Raaber Domkirche verehret wird. Bey der besonderen Feyerlichkeit, womit am 19ten März 1799. desselben hunderjähriges Andenken begangen worden. Vorgetragen von... Uo.
- Halottas beszéd mellyben ...Galánthai gróf Eszterházy Károlynak ... az egri megye püspöki főpásztorának ... midőn Pápa városában közelebb-lévő főméltóságú véreitől harmadnapi szomorú gyász egyházi pompával tiszteltetve ditső emlékezetét foglalta, és élő nyelvvel hirdette Szent-Ivány havának 10. napján 1799. eszt. Uo.
- Lob-. u. Trauerrede dem hochseligen Andenken des Hochw. Cardinals... Josephs aus dem Hause der Grafen von Batthány... gewidmet, und bey Gelegenheit der in... Pressburg abgehaltenen... Exequien am 12 ten Christ-Monats 1799. vorgetragen. Uo.
- Ditső István Király Krisztusnak buzgó nagy apostola, Máriának tökélletes hív tisztelője, kinek mind életében, mind halála óráján, a religióért és népének javáért való gondoskodását beszédben foglalta és az háladó tiszteletre rendeltetett nemzeti ünneplésnek alkalmatosságával Bétsben..., 1801. Kis-asszony-havának 23. napján élő nyelvvel hirdetett. Béts, 1801
- A magyar Sionnak újonnan való fel-épülése, avagy is a Szent Benedek szerzetének Szt. Márton hegyén örvendetes ünnepléssel meg lett vissza állítása alkalmatosságával elmondott beszéd. Pozsony, 1802
- Halotti beszéd mellyel Méltgs. Felső-Büki Nagy József úrnak tzimeres igazságát és feddhetetlen jámbor életét lerajzolta és a midőn 1802. eszt. Boldog-Asszony havának 7-dik napján, temetésének alkalmatosságával a gyászos egyházi tzeremoniák tartanának élő nyelvvel hirdette. Bécs, 1802
- Dictio Illetve ac Rev. Dni L. S. de Perlak episcopi Sabariensis dum regimen almae suae dioecesis ritu solemni capesseret habita Sabariae 10-ma Novembris 1806. Sabariae
- Levele (Szombathely, 1819. febr. 9.) a megye alispánjához a Pesten felállítandó nemzeti színház ügyében (Budapesti Hirlap 1903. 342. sz.)